# Asturianos
Asturianos település Spanyolországban,  Zamora tartományban. Asturianos Manzanal de los Infantes, Cernadilla, Manzanal de Arriba, Palacios de Sanabria, Rosinos de la Requejada és Espadañedo községekkel határos. Lakosainak száma 260 fő (2024).

## Népesség
A település lakosságának változását az alábbi diagram mutatja:
| Lakosok száma | 344  | 322  | 289  | 267  | 275  | 265  | 257  | 271  | 266  | 260  |
|               | 2001 | 2004 | 2007 | 2009 | 2012 | 2014 | 2017 | 2019 | 2022 | 2024 |